# Cable & Wireless Communications
Cable & Wireless Communications est une entreprise britannique de télécommunication. Elle est issue d'une scission en 2010 de Cable & Wireless qui regroupait des activités d'opérateur téléphonique et de fournisseur d'accès à Internet au Royaume-Uni et à l’international. Le reste des activités de Cable & Wireless, dans les réseaux de télécommunications internationaux a pris le nom de Cable & Wireless Worldwide et a été acquis par Vodafone en 2012.

## Histoire
En novembre 2014, Cable & Wireless Communications acquiert l'entreprise barbadienne Columbus Communications pour 1,85 milliard de dollars.
En novembre 2015, Liberty Global annonce faire une offre d'acquisition sur Cable & Wireless Communications pour 3,6 milliards de livres soit l'équivalent de 5,5 milliards de dollars, après avoir acquis 13 % de cette dernière en mars de la même année.

## Activité
Elle est présente uniquement dans les Caraïbes, au Panama, 49 % via Cable & Wireless Panama. Elle possède également 49 % dans Telecommunications Services of Trinidad and Tobago et 51 % de The Bahamas Telecommunications Company depuis 2011. Elle est cotée à la bourse de Londres et est présente dans l'indice FTSE 250. Dans les Caraïbes, elle est connue sous sa marque Lime.